# Yolanda de Châtillon
Yolanda de Châtillon (?, 1221 – ?, 1254), fue una noble francesa, condesa de Nevers, de Tonnerre y de Auxerre (1250-1254), y señora de Borbón por su matrimonio.

## Biografía
Era hija de Guido III de Châtillon, conde de Saint-Pol y de Inés II de Donzy, condesa de Nevers, de Tonnerre y de Auxerre.  Su madre murió en 1225 y su padre al año siguiente en el asedio de Aviñón. Su abuela materna, Matilde de Courtenay, se hizo cargo de ella y de su hermano Gaucher.
En 1248, siguió a su esposo que acompañaba al rey Luis IX durante la Séptima Cruzada. Él murió en Chipre el 22 de enero de 1249, víctima de una epidemia que acabó con numerosas vidas entre los cruzados. Yolanda volvió a Francia con los restos de su esposo. Después de la muerte de su hermano Gaucher en 1250, heredó los condados de Nevers, de Tonnerre y de Auxerre.

## Descendencia
Se casó con Archimbaldo IX, señor de Borbón y Dampierre, hijo de Archimbaldo VIII de Borbón y de Beatriz de Montluçon. De esta unión nacieron dos hijas:
- Matilde de Borbón (1234-1262), condesa de Nevers, de Tonnerre y de Auxerre, casada en 1248 con Odón de Borgoña, hijo de Hugo IV, duque de Borgoña.
- Inés de Borbón (1237-1287), condesa de Charolais, casada en 1248 con Juan de Borgoña (hermano de Odón), y luego en 1277 con Roberto II, conde de Artois.

## Muerte
Murió en 1254. Su hija mayor Matilde le sucedió en sus títulos, y a la muerte de esta, su hija menor Inés, fue quien heredó el señorío de Borbón. Los condados de Nevers, de Tonnerre y de Auxerre fueron heredados a las tres hijas de Matilde.